# Palacanthilhiopsis carolinae
Palacanthilhiopsis carolinae is een slakkensoort uit de familie van de Hydrobiidae. De wetenschappelijke naam van de soort is voor het eerst geldig gepubliceerd in 2009 door Girardi.